# الفرقة الثامنة (العراق)
الفرقة الثامنة هي فرقة من الجيش العراقي . قبل إعادة هيكلتها بعد عام 2004 ، كانت جزءًا من الجيش العراقي السابق . قبل الحرب العراقية الإيرانية مباشرة ، كانت متمركزة في أربيل كجزء من الفيلق الأول .  تتألف الفرقة الثامنة من وحدات سابقة من الحرس الوطني العراقي ، بعضها تأسس في وقت مبكر من عام 2004 ، لكن مقر الفرقة لم يتولَّ السيطرة على منطقة عملياتها حتى يناير 2006 .

في 7 سبتمبر / أيلول 2006 ، وقّع رئيس الوزراء نوري المالكي وثيقةً تسلّم بموجبها قيادة القوات البحرية والجوية العراقية الصغيرة والفرقة الثامنة من الجيش العراقي المتمركزة في الجنوب . وصرح قائد الفرقة الثامنة ، العميد عثمان الفرهود ، لوكالة أسوشيتد برس بأن قواته لا تزال بحاجة إلى دعم من التحالف بقيادة الولايات المتحدة في مجالات مثل المساعدة الطبية ومرافق التخزين والدعم الجوي ، قائلًا :
" في رأيي ، سوف يستغرق الأمر بعض الوقت قبل أن يصبح قسمه مكتفيًا ذاتيًا تمامًا " . 
اعتبارًا من مارس / آذار 2007 ، كان قائد الفرقة لا يزال عثمان علي فرهود ، ولكنه رُقّي إلى رتبة لواء . شاركت الفرقة في عملية قفزة الأسد في نوفمبر /تشرين الثاني 2007 .
في عام 2010 يتكون القسم من : 
- مقر الفرقة الديوانية
- لواء المغاوير الآلي الثلاثين ، مقر واسط
- لواء المغاوير 31 ( آلي ) ، مقر الديوانية
- لواء الكوماندوز الآلي 32 ، مقر الكوت
- لواء المغاوير 33 ( الآلي ) ، مقر الحسينية ( كربلاء )
- فوج المهندسين الميدانيين الثامن ، الديوانية
- الفوج الثامن للنقل والتجهيز ، النعمانية /الديوانية

## فهرس
- Deady، Timothy. "A Year With the Best Division in the Iraqi Army". Military Review ع. November-December 2009: 43–56.
- Malovany، Pesach (يونيو 2017). Wars of Modern Babylon". University Press of Kentucky. ISBN:978-0813169439..

## روابط خارجية
- https://web.archive.org/web/20100401100920/http://www.understandingwar.org/files/reports/Backgrounder06.pdf